# 景差
景差（音同「景搓」，前290年—前223年），芈姓，景氏，名差，战国时期楚国辞賦家。
後于屈原，約和宋玉同時。一說著有《楚辭·大招》。司馬遷在《史記》中提到：“屈原既死之後，楚有宋玉、唐勒、景差之徒，皆好辭而以賦見稱”。